# زرافات دابوس

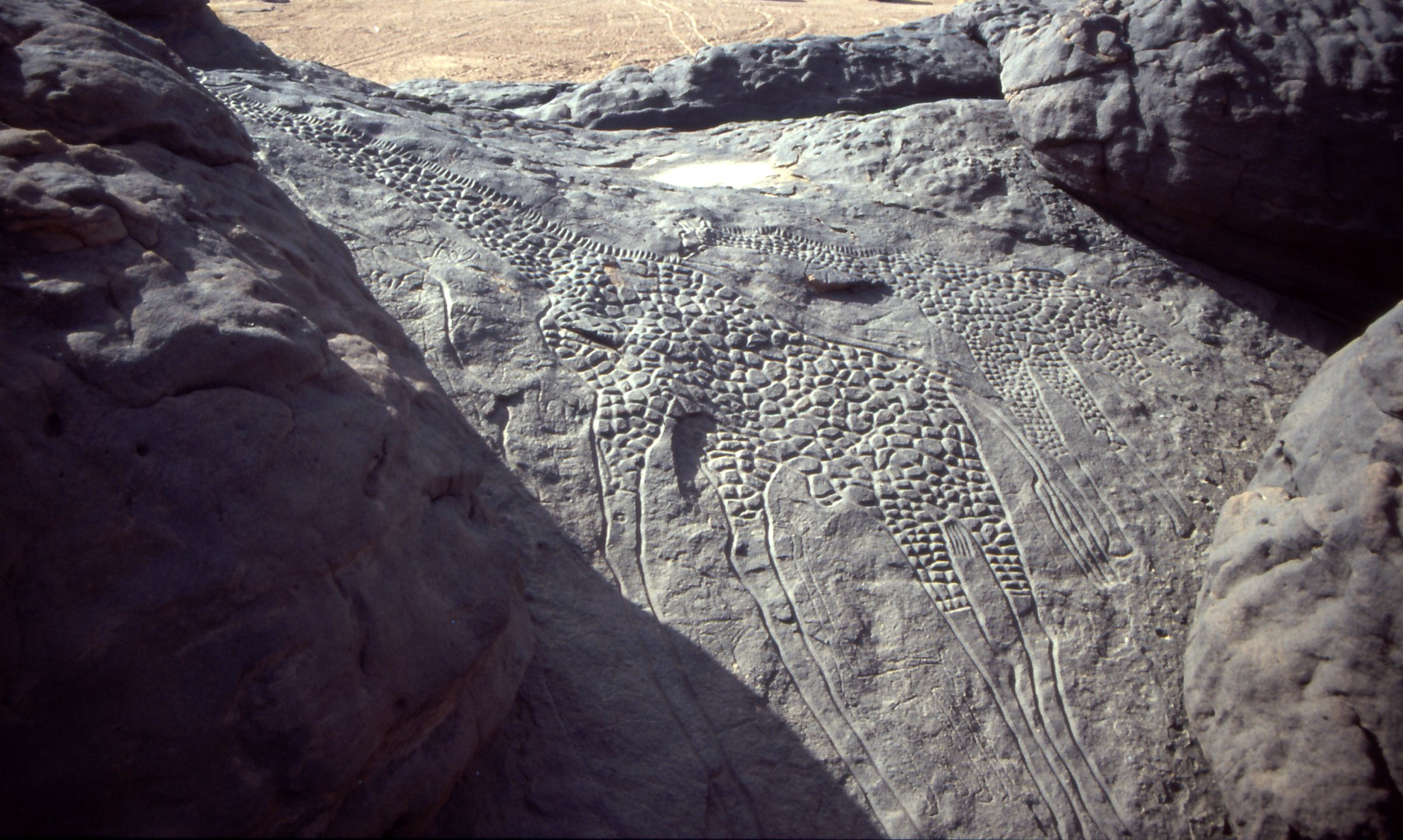
زرافات دابوس، 1991

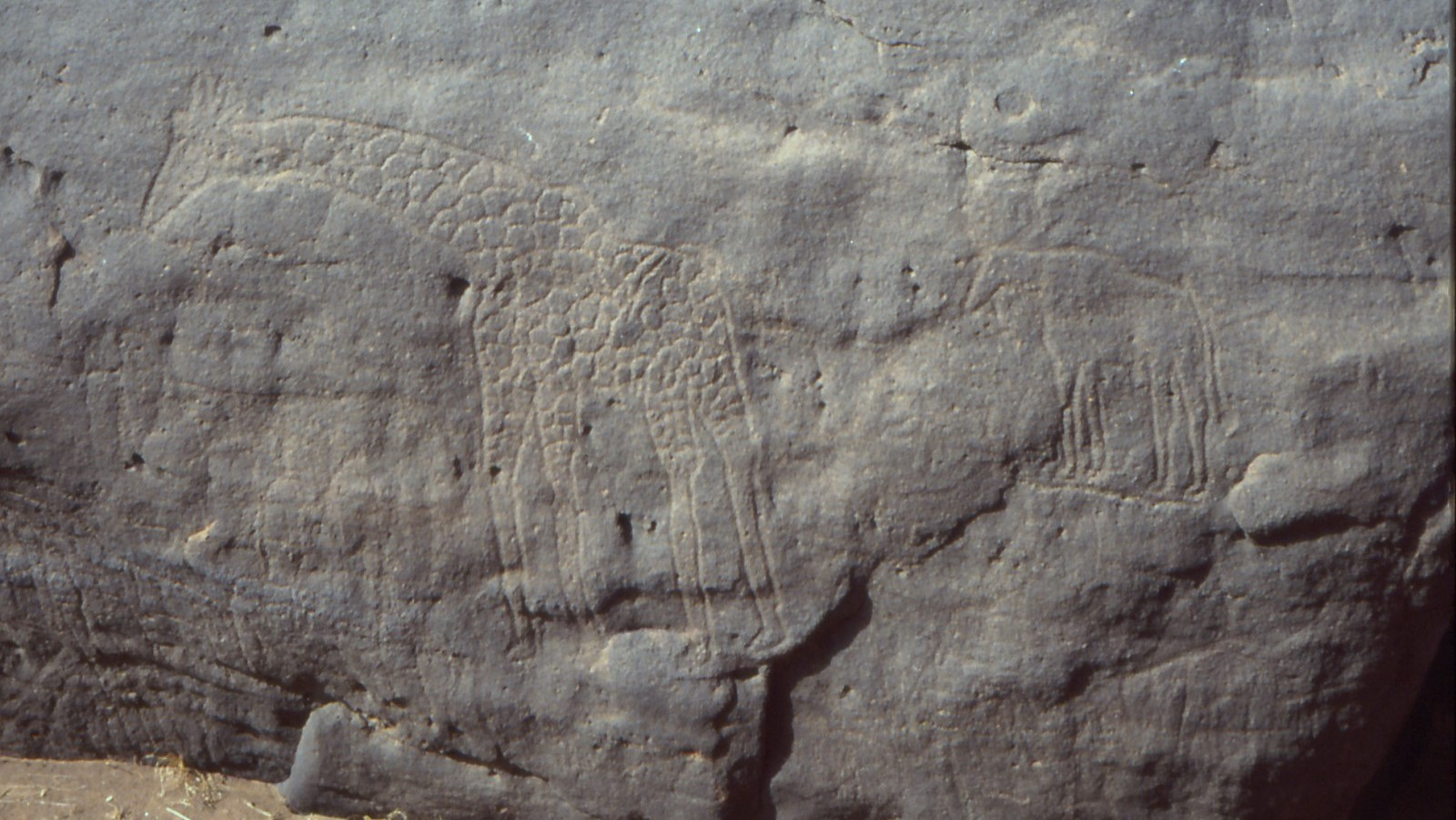
نقوش صخرية أصغر بالقرب من زرافات دابوس

زرافات دابوس (بالإنجليزية: Dabous Giraffes)‏ هي نقوش حجرية من العصر الحجري الحديث في جبال آير في النيجر من قبل فنان غير معروف. يعود زمن اكتمال النقوش إلى حوالي 8000 عام قبل الميلاد.  النقوش الصخرية التي تمثل الحجم الطبيعي للزرافة، والمعروفة باسم زرافات دابوس، هي أكبر نقوش معروفة للحيوانات في العالم.  على الرغم من موقعها البعيد في الصحراء الكبرى، إلا أن هذه النقوش التي تعود إلى ما قبل التاريخ جذبت انتباهاً كبيراً. 
يتكون النقش من زرافتين منحوتتين بأدق التفاصيل في صخرة دابوس. تقع صخرة دابوس على منحدر لنتوء صخري من الحجر الرملي في جبال آير. يبلغ طول النقش للزرافة الأكبر حوالي 18 قدمًا. الزرافة الأكبر تمثل الزرافة الذكر، والأصغر تمثل الزرافة الأنثى. 
في المناطق المحيطة تم العثور على 828 صورة محفورة على الصخور، 704 منها حيوانات (البقريات والزرافات والنعام والظباء والأسود والكركدنيات والجمال)، و 61 منها بشرية و 17 لنصوص (Tifinâgh script) والباقي لم يتم تحديدها. 
مؤسسة برادشو (Bradshaw Foundation) هي منظمة مكرسة لحماية هذا النقش وصيانته.

## وصلات خارجية
- مؤسسة برادشو